# Morten Dibbert
Morten Dibbert (* 19. Oktober 1991 in Rendsburg) ist ein deutscher Handballspieler.
In seiner Jugend spielte Dibbert bei der HSG Schülp/Westerrönfeld. 2009 ging er zur SG Flensburg-Handewitt, wo er zunächst im Junior-Team spielte. Seit der Saison 2012/13 gehörte der 1,95 Meter große Kreisläufer zur Bundesligamannschaft der SG Flensburg-Handewitt. In der Saison 2013/14 lief er für die HSG Tarp-Wanderup auf. Anschließend kehrte er zur SG Flensburg-Handewitt zurück, bei der er dem Kader der 2. Mannschaft angehörte. Zur Saison 2018/19 wechselte er zum TSV Altenholz. Im Jahr 2022 beendete er seine aktive Karriere. Im Oktober 2024 wurde er vom TSV Altenholz reaktiviert.